# Lysimachia terrestris
Lysimachia terrestris là một loài thực vật có hoa trong họ Anh thảo. Loài này được (L.) Britton, Sterns & Poggenb. mô tả khoa học đầu tiên năm 1888.

## Hình ảnh

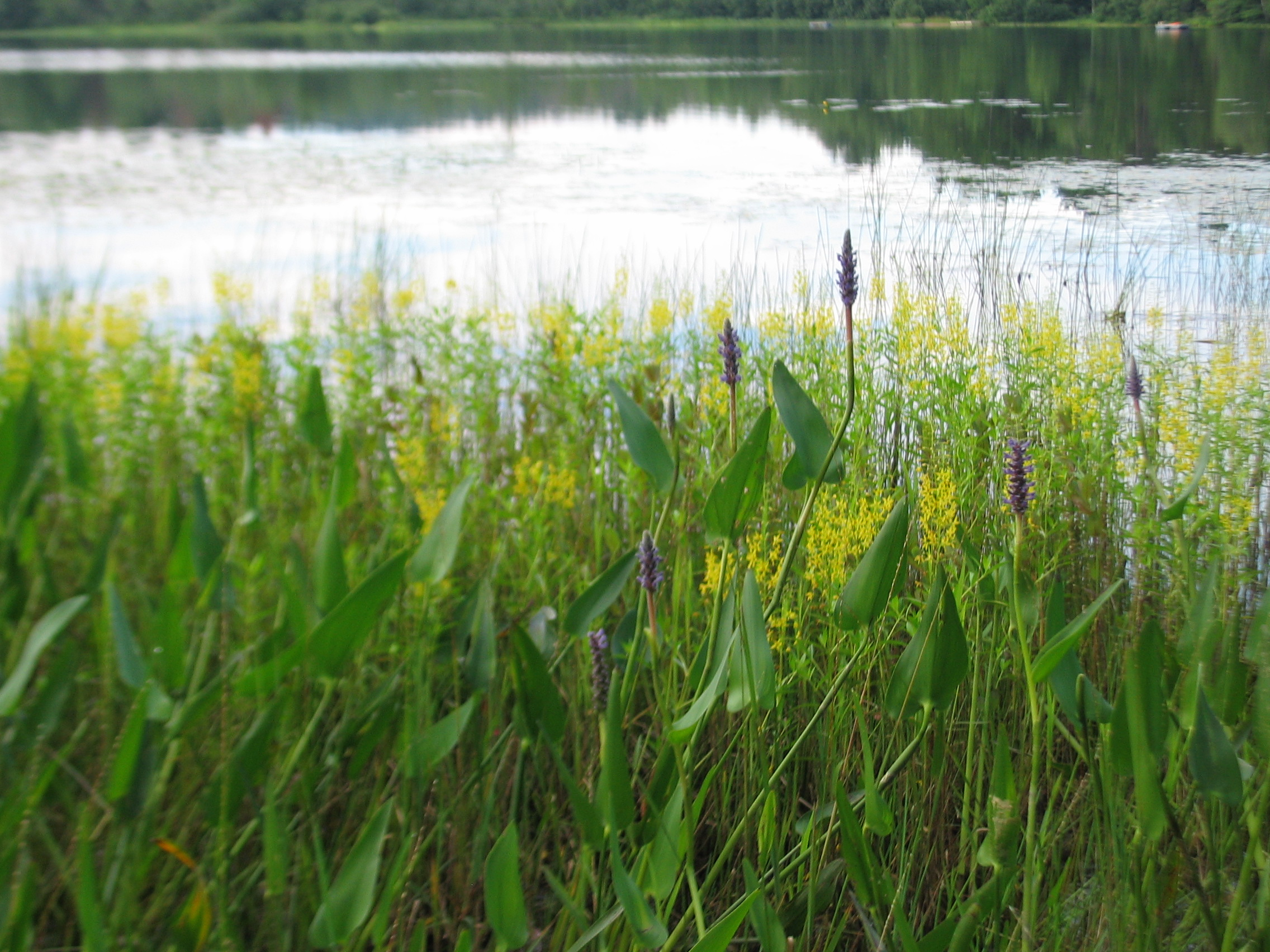
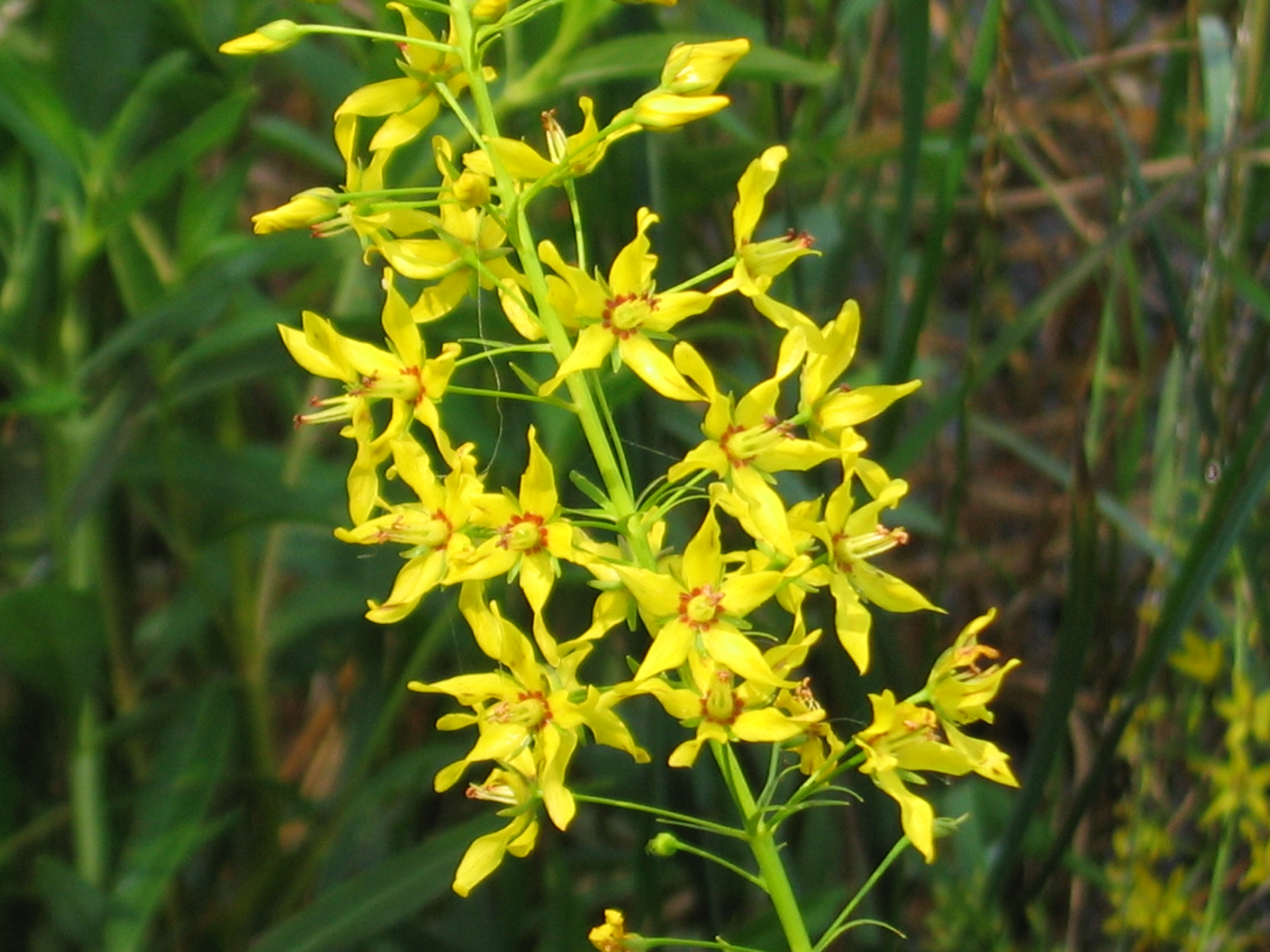
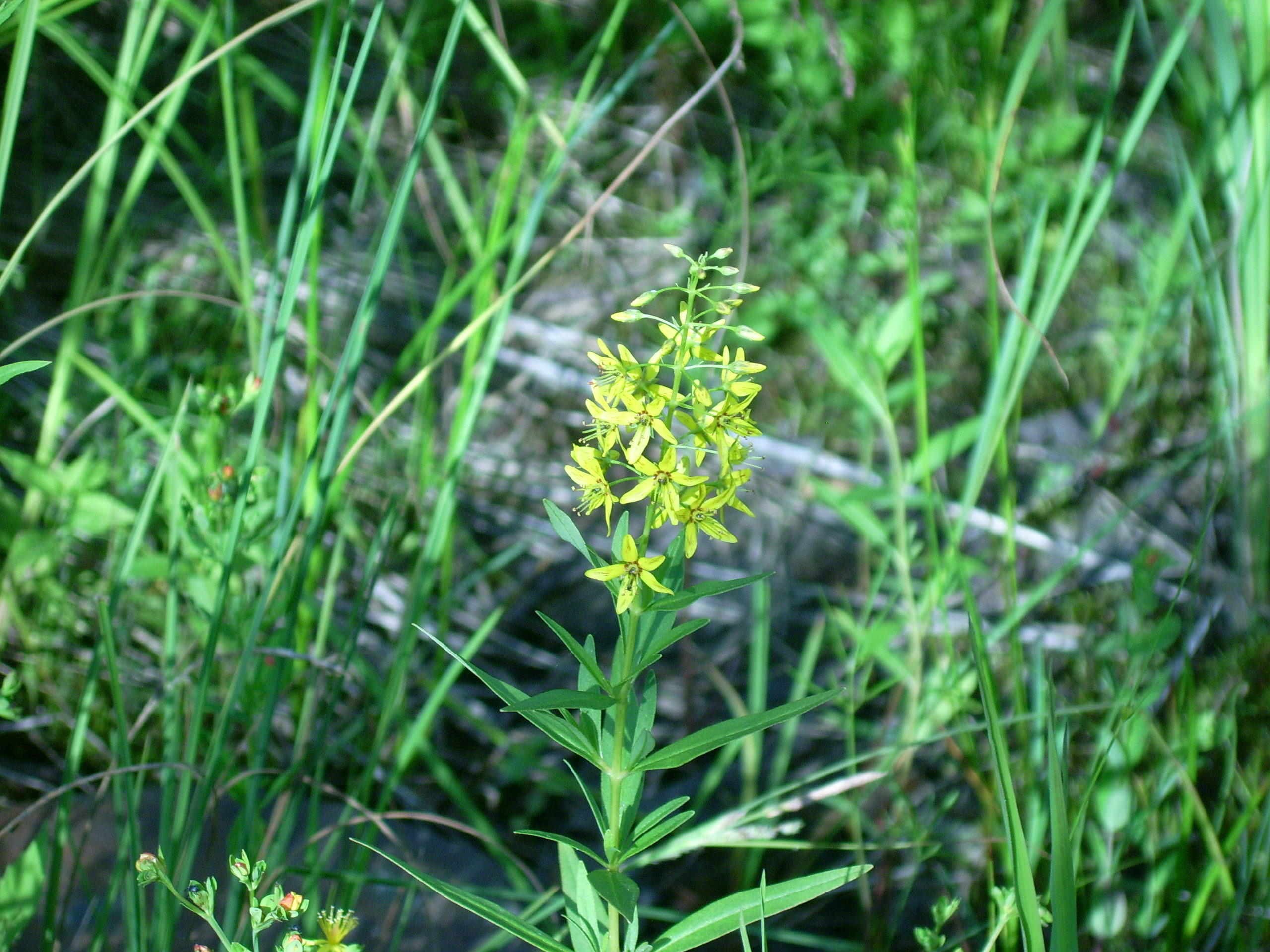